# 謝莫納瑪拉基馬卡比足球會
謝莫納瑪拉基馬卡比足球會(Maccabi Ironi Kiryat Malakhi) (希伯來語：‎)是一支位於以色列馬拉奇城的職業足球會，目前於以色列足球丙級聯賽角逐。

## 榮譽
- 以色列足球丁級聯賽:
  - 1964–65, 1993–94, 2002–03

## 外部連結
- Official website （希伯来文）
- Maccabi Kiryat Malakhi Ironi The Israel Football Association （希伯来文）